# Goya 2012
Die 26. Verleihung des Goya fand am 19. Februar 2012 im Palacio Municipal de Congresos in Madrid statt. Der wichtigste spanische Filmpreis wurde in 28 Kategorien vergeben. Als Gastgeberin führte die Komikerin Eva Hache durch den Abend.
Mit sechs Goyas wurde No habrá paz para los malvados von Enrique Urbizu der Film mit den meisten Auszeichnungen der diesjährigen Verleihung. Der insgesamt 14-fach nominierte Thriller über einen korrupten Polizisten konnte sich dabei auch in den Kategorien Bester Film und Beste Regie behaupten. Pedro Almodóvars melodramatischer Rachethriller Die Haut, in der ich wohne, der mit Berücksichtigungen in 16 Kategorien die meisten Nominierungen erhalten hatte, wurde letztlich mit vier Preisen bedacht. Einer dieser Preise ging an den Komponisten Alberto Iglesias, der damit seinen zehnten Goya in der Kategorie Beste Filmmusik entgegennehmen durfte. Ebenfalls viermal prämiert wurde Mateo Gils Western Blackthorn, der mit elf Nominierungen ins Rennen um die Goyas gegangen war.
Das kurz nach dem Spanischen Bürgerkrieg spielende Filmdrama La voz dormida von Benito Zambrano konnte sich bei neun Nominierungen in den Kategorien Beste Nebendarstellerin (Ana Wagener) und Beste Nachwuchsdarstellerin (María León) gegen die Konkurrenz behaupten. In der Kategorie Bester Hauptdarsteller hatten Antonio Banderas, Luis Tosar und der deutsch-spanische Schauspieler Daniel Brühl gegenüber José Coronado (No habrá paz para los malvados) das Nachsehen. Salma Hayek, Verónica Echegui und Inma Cuesta unterlagen dagegen der auch im Vorjahr in der Kategorie Beste Hauptdarstellerin nominierten Elena Anaya, die mit ihrer Darbietung in Almodóvars Film überzeugen konnte.
Kike Maíllos Spielfilmdebüt, der Science-Fiction-Film Eva, setzte sich bei zwölf Nominierungen in drei Kategorien durch. Maíllo selbst ging in der Kategorie Beste Nachwuchsregie siegreich hervor. Die preisgekrönte, unter anderem mit fünf Oscars prämierte Stummfilm-Hommage The Artist des Franzosen Michel Hazanavicius wurde zum besten europäischen Film gekürt. Als bester ausländischer Film in spanischer Sprache wurde die argentinische Filmkomödie Chinese zum Mitnehmen von Sebastián Borensztein prämiert. Den Ehrenpreis erhielt in diesem Jahr die spanische Regisseurin und Drehbuchautorin Josefina Molina.

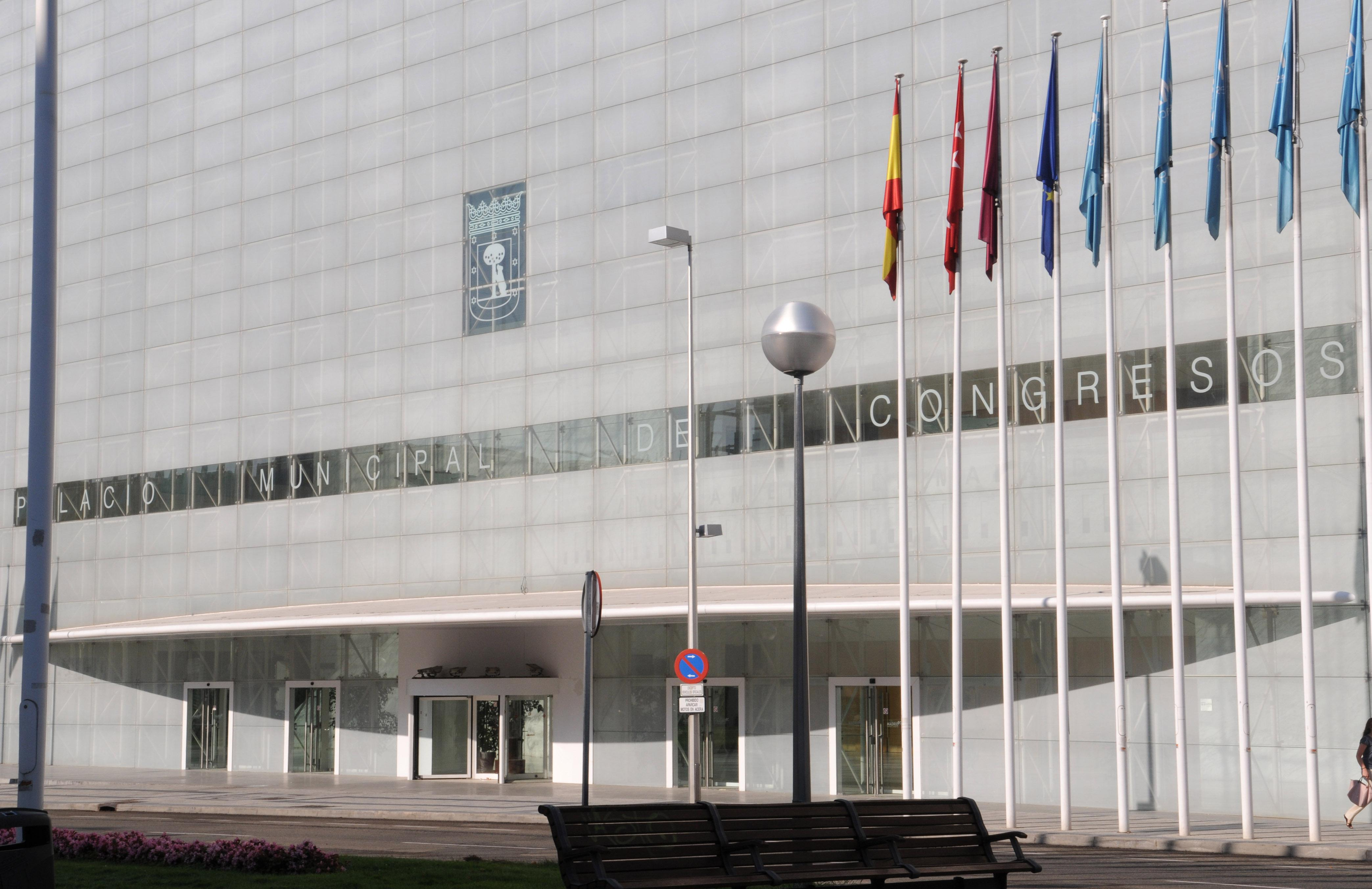
Der Palacio Municipal de Congresos, der Veranstaltungsort der Verleihung

## Gewinner und Nominierte
| Statistik (Filme mit mehr als einer Nominierung) N=Nominierung; A=Auszeichnung |    |   |
| Film                                                                           | N  | A |
| Die Haut, in der ich wohne                                                     | 16 | 4 |
| No habrá paz para los malvados                                                 | 14 | 6 |
| Eva                                                                            | 12 | 3 |
| Blackthorn                                                                     | 11 | 4 |
| La voz dormida                                                                 | 9  | 3 |
| De tu ventana a la mía                                                         | 3  | 0 |
| Maktub                                                                         | 3  | 0 |
| Verbo                                                                          | 3  | 0 |
| Arrugas                                                                        | 2  | 2 |
| Intruders                                                                      | 2  | 0 |
| Katmandú, un espejo en el cielo                                                | 2  | 0 |
| La chispa de la vida                                                           | 2  | 0 |
| Primos                                                                         | 2  | 0 |

### Bester Film (Mejor película)
No habrá paz para los malvados – Regie: Enrique Urbizu
- La voz dormida – Regie: Benito Zambrano
- Die Haut, in der ich wohne (La piel que habito) – Regie: Pedro Almodóvar
- Blackthorn – Regie: Mateo Gil

### Beste Regie (Mejor dirección)
Enrique Urbizu – No habrá paz para los malvados
- Benito Zambrano – La voz dormida
- Pedro Almodóvar – Die Haut, in der ich wohne (La piel que habito)
- Mateo Gil – Blackthorn

### Beste Nachwuchsregie (Mejor dirección novel)
Kike Maíllo – Eva
- Paula Ortiz – De tu ventana a la mía
- Paco Arango – Maktub
- Eduardo Chapero-Jackson – Verbo

### Bester Hauptdarsteller (Mejor actor)
José Coronado – No habrá paz para los malvados
- Antonio Banderas – Die Haut, in der ich wohne (La piel que habito)
- Luis Tosar – Sleep Tight (Mientras duermes)
- Daniel Brühl – Eva

### Beste Hauptdarstellerin (Mejor actriz)
Elena Anaya – Die Haut, in der ich wohne (La piel que habito)
- Salma Hayek – La chispa de la vida
- Verónica Echegui – Katmandú, un espejo en el cielo
- Inma Cuesta – La voz dormida

### Bester Nebendarsteller (Mejor actor de reparto)
Lluís Homar – Eva
- Juanjo Artero – No habrá paz para los malvados
- Juan Diego – 23-F: La película
- Raúl Arévalo – Primos

### Beste Nebendarstellerin (Mejor actriz de reparto)
Ana Wagener – La voz dormida
- Goya Toledo – Maktub
- Pilar López de Ayala – Intruders
- Maribel Verdú – De tu ventana a la mía

### Bester Nachwuchsdarsteller (Mejor actor revelación)
Jan Cornet – Die Haut, in der ich wohne (La piel que habito)
- José Mota – La chispa de la vida
- Marc Clotet – La voz dormida
- Adrián Lastra – Primos

### Beste Nachwuchsdarstellerin (Mejor actriz revelación)
María León – La voz dormida
- Michelle Jenner – No tengas miedo
- Blanca Suárez – Die Haut, in der ich wohne (La piel que habito)
- Alba García – Verbo

### Bestes Originaldrehbuch (Mejor guion original)
Michel Gaztambide und Enrique Urbizu – No habrá paz para los malvados
- Woody Allen – Midnight in Paris
- Miguel Barros – Blackthorn
- Cristina Clemente, Aintza Serra, Sergi Belbel und Martí Roca – Eva

### Bestes adaptiertes Drehbuch (Mejor guion adaptado)
Paco Roca, Rosanna Cecchini, Ignacio Ferreras und Ángel de la Cruz – Arrugas
- Ignacio del Moral und Benito Zambrano – La voz dormida
- Pedro Almodóvar – Die Haut, in der ich wohne (La piel que habito)
- Icíar Bollaín – Katmandú, un espejo en el cielo

### Beste Produktionsleitung (Mejor dirección de producción)
Andrés Santana – Blackthorn
- Toni Carrizosa – Eva
- Toni Novella – Die Haut, in der ich wohne (La piel que habito)
- Paloma Molina – No habrá paz para los malvados

### Beste Kamera (Mejor fotografía)
Juan Ruiz Anchía – Blackthorn
- Unax Mendía – No habrá paz para los malvados
- José Luis Alcaine – Die Haut, in der ich wohne (La piel que habito)
- Arnau Valls Colomer – Eva

### Bester Schnitt (Mejor montaje)
Pablo Blanco – No habrá paz para los malvados
- José Salcedo – Die Haut, in der ich wohne (La piel que habito)
- Elena Ruiz – Eva
- David Gallart – Blackthorn

### Bestes Szenenbild (Mejor dirección artística)
Juan Pedro De Gaspar – Blackthorn
- Laia Colet – Eva
- Antón Laguna – No habrá paz para los malvados
- Antxón Gómez – Die Haut, in der ich wohne (La piel que habito)

### Beste Kostüme (Mejor diseño de vestuario)
Clara Bilbao – Blackthorn
- Patricia Monné – No habrá paz para los malvados
- Paco Delgado – Die Haut, in der ich wohne (La piel que habito)
- María José Iglesias – La voz dormida

### Beste Maske (Mejor maquillaje y peluquería)
David Martí, Manolo Carretero und Karmele Soler – Die Haut, in der ich wohne (La piel que habito)
- Sergio Pérez, Nacho Díaz und Montse Boqueras – No habrá paz para los malvados
- Jesús Martos und Concha Rodríguez – Eva
- Belén López Puigcerver und Ana López Puigcerver – Blackthorn

### Beste Spezialeffekte (Mejores efectos especiales)
Lluís Castells und Arturo Balceiro – Eva
- Raúl Romanillos und Chema Remacha – No habrá paz para los malvados
- David Heras und Raúl Romanillos – Intruders
- Reyes Abades und Eduardo Díaz – Die Haut, in der ich wohne (La piel que habito)

### Bester Ton (Mejor sonido)
Nacho Royo-Villanova und Licio Marcos de Oliveira – No habrá paz para los malvados
- Iván Marín, Marc Orts und Pelayo Gutiérrez – Die Haut, in der ich wohne (La piel que habito)
- Marc Orts, Jordi Rossinyol Colomer und Oriol Tarragó – Eva
- Fabiola Ordoyo, Dani Fontrodona und Marc Orts – Blackthorn

### Beste Filmmusik (Mejor música original)
Alberto Iglesias – Die Haut, in der ich wohne (La piel que habito)
- Lucio Godoy – Blackthorn
- Mario de Benito – No habrá paz para los malvados
- Evgueni Galperine und Sacha Galperine – Eva

### Bester Filmsong (Mejor canción original)
„Nana de la hierbabuena“ von Carmen Agredano – La voz dormida
- „Debajo del limón“ von Avshalom Caspi, Paula Ortiz und Alis Garcia – De tu ventana a la mía
- „Nuestra playa eres tú“ von Jorge Pérez Quintero, Borja Jiménez Mérida und Patricio Martín Díaz – Maktub
- „Verbo“ von Pascal Gaigne und Nach – Verbo

### Bester Kurzfilm (Mejor cortometraje de ficción)
El barco pirata – Regie: Fernando Trullols
- Meine Liebe – Regie: Laura Pousa und Ricardo Steinberg
- El premio – Regie: León Siminiani
- Matar a un niño – Regie: José Esteban Alenda und César Esteban Alenda

### Bester animierter Kurzfilm (Mejor cortometraje de animación)
Birdboy – Regie: Pedro Rivero und Alberto Vázquez
- Ella – Regie: Juan Montes de Oca
- Zeinek gehiago iraun – Regie: Gregorio Muro
- Rosa – Regie: Jesus Orellana

### Bester Dokumentarkurzfilm (Mejor cortometraje documental)
Regreso a Viridiana – Regie: Pedro González Bermúdez
- Alma – Regie: José Javier Pérez Prieto
- Nuevos tiempos – Regie: Jorge Dorado
- Virgen negra – Regie: Raúl de la Fuente

### Bester Animationsfilm (Mejor película de animación)
Arrugas – Regie: Ignacio Ferreras
- Papá, soy una zombi – Regie: Joan Espinach und Ricardo Ramón
- Carthago Nova – Regie: Primitivo Pérez und José María Molina

### Bester Dokumentarfilm (Mejor película documental)
Escuchando al juez Garzón – Regie: Isabel Coixet
- Morente – Regie: Emilio Ruiz Barrachina
- 30 años de oscuridad – Regie: Manuel H. Martín
- El cuaderno de barro – Regie: Isaki Lacuesta

### Bester europäischer Film (Mejor película europea)
The Artist, Frankreich – Regie: Michel Hazanavicius
- Jane Eyre, Großbritannien – Regie: Cary Joji Fukunaga
- Melancholia, Dänemark – Regie: Lars von Trier
- Der Gott des Gemetzels (Carnage), Frankreich/Deutschland/Polen – Regie: Roman Polański

### Bester ausländischer Film in spanischer Sprache (Mejor película extranjera de habla hispana)
Chinese zum Mitnehmen (Un cuento chino), Argentinien – Regie: Sebastián Borensztein
- Boleto al paraíso, Kuba – Regie: Gerardo Chijona
- Violeta Parra (Violeta se fue a los cielos), Chile – Regie: Andrés Wood
- Miss Bala, Mexiko – Regie: Gerardo Naranjo

## Ehrenpreis (Goya de honor)
- Josefina Molina, spanische Regisseurin und Drehbuchautorin